# VK Dukla Liberec
El VK Dukla Liberec es un club de voleibol de la República Checa con sede en la ciudad de Liberec. Participa en competencias femeninas y masculinas a nivel nacional y europeo.

## Historia
El club fue fundado como ATK (Armádní tělovýchovný klub, Club de deportes del ejército) en 1948 en la ciudad de Praga (Checoslovaquia) como entidad deportiva vinculada a las fuerzas armadas checoslovacas, un rol similar al que ocupaban el Honved en Hungría, el Estrella Roja de Belgrado en Yugoslavia o el CSKA Moscú soviético. Más tarde el equipo sufrió distintos cambios de nombre y locación hasta que en 1969 se establece con su denominación actual en la localidad de Liberec.
Es uno de los clubes checos más exitosos en el ámbito del voleibol. Ambas de sus secciones juegan en la extraliga, la categoría más alta del vóley checo.
La sección masculina disputó entre 2005 y 2018 diez finales de copa checa, obteniendo su undécimo título de copa en 2018 y el 13.º en 2023. Ganó el título de liga en 18 oportunidades: 14 en el antiguo campeonato checoslovaco y cuatro tras la separación de Eslovaquia. En la temporada 2022-23 acabó segundo en la fase regular pero cayó ante el Ceské Budejovice en semifinales de play-offs y luego ante el CEZ Karlovarsko Karlovy Vary en el partido por el tercer puesto, finalizando cuarto en el torneo.
La sección femenina, por su parte, finalizó en primer lugar en la fase regular de la temporada de liga local 2022-23 pero también quedó eliminada en las semifinales de los play-offs. Sin embargo, el equipo logró vencer en su último partido, consiguiendo así el tercer puesto final y repitiendo la performance de la temporada 2017-18.

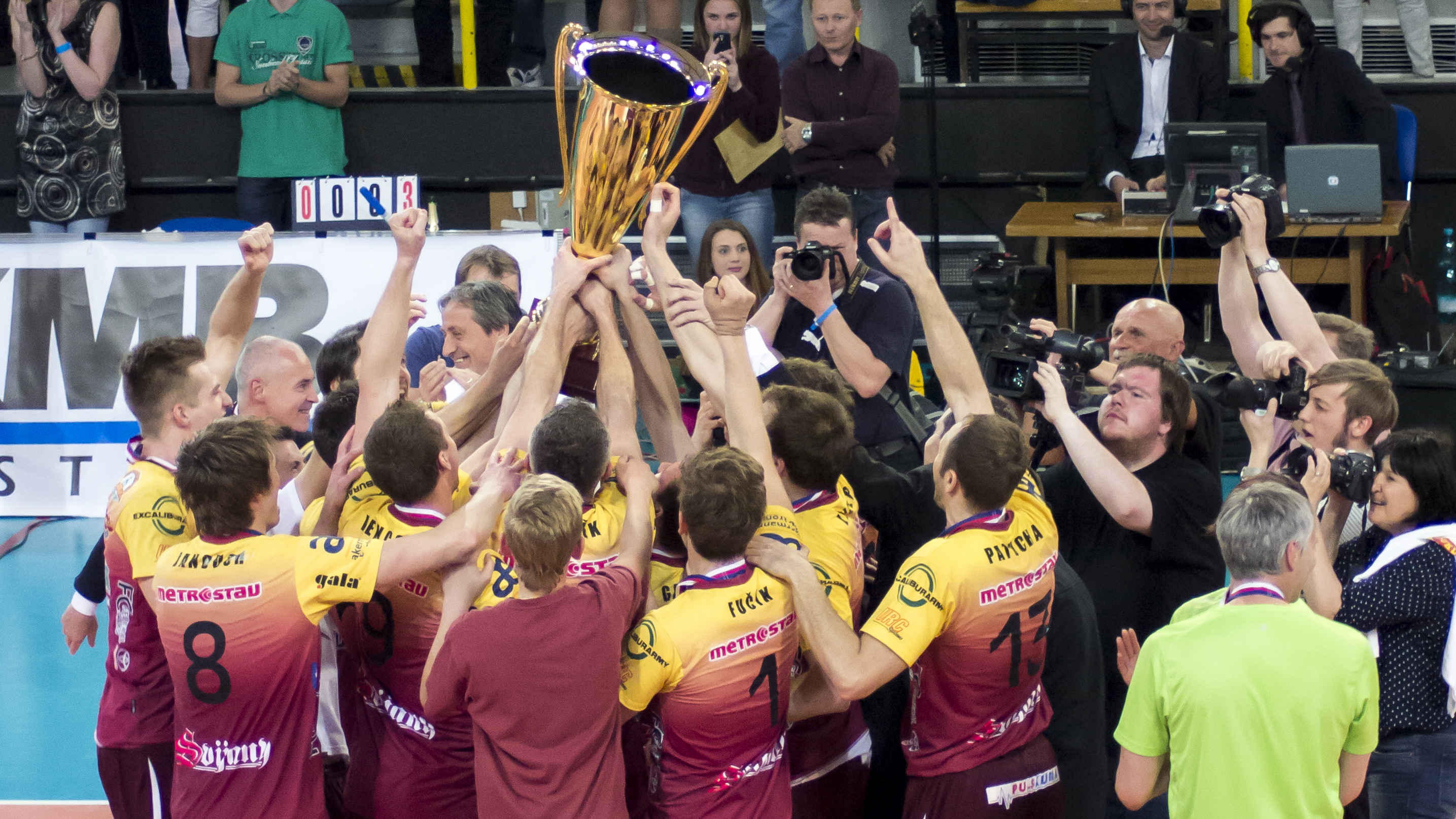
Jugadores del VK Dukla Liberec festejando la obtención de la Liga 2014-15

## Competencias europeas
La sección masculina cuenta con una amplia experiencia en copas continentales, habiendo disputado 32 temporadas de competencias europeas CEV. Su participación más importante fue la de la temporada 1975-76, donde se alzó con el trofeo de la Liga de Campeones, la competencia europea más prestigiosa. En 2004-05 logró subirse al podio de la Copa CEV tras obtener el tercer puesto. En la edición 2020-21 de la Copa CEV llegó a cuartos de final, donde fue eliminado por el Zenit Saint Petersburgo. En 2022-23 fue eliminado en 16.º de final por el Chênois Genève.
La rama femenina, por su parte, tiene una historia más reducida en copas europeas. En la temporada 2021-22 participaron de la Liga de Campeones, en donde perdieron sus seis partidos de fase de grupos ante el Dinamo Moscú, el THY Estambul y el AGIL Novara. En 2022-23 tomaron parte en la Copa CEV, donde fueron eliminados en cuartos de final por el Olympiacos Piraeus griego, que venía de eliminar al también checo Královo Pole Brno.